# Tuc des Estanhets
El Tuc des Estanhets és una muntanya de 2.887 metres que es troba entre els municipis de Naut Aran i Vielha e Mijaran, a la comarca de la Vall d'Aran, i el municipi de Vilaller, a la comarca de l'Alta Ribagorça.
Geogràficament aquest cim es troba en el vèrtex d'unió de tres valls: la vall de Conangles al nord-oest, el Circ de Tòrt al nord-est i la vall de Besiberri al sud. Conseqüentment, tres carenes formen els seus contraforts: a l'oest, la cresta que du al Tuc de Contesa; al nord, la cresta de Conangles; i cap a l'est la carena que forma la Colhadeta del Molar Gran.